# Гривз, Люсьен
Люсьен Гривз — американский общественный деятель, соучредитель и представитель «Сатанинского храма».

## Биография
Гривз родился в Детройте. Его мать была протестанткой и водила его в воскресную школу.

## Карьера
Гривз выступал на конференциях на темы сатанизма, секуляризма и «Сатанинского храма» в различных университетах по всем Соединенным Штатам и был приглашённым докладчиком на национальных конференциях, организованных Amrican Ateists, Американской гуманистической ассоциацией и Альянсом светских студентов.
Гривз сыграл важную роль в создании проекта «О защите детей», являющегося частью более крупного проекта «Сатана после школы», а также нескольких политических демонстраций и судебных исков, призванных привлечь внимание к социальным проблемам, связанным со свободой вероисповедания и разделением церкви и государства.
Гривз и его коллеги представляли Сатанинский храм как «отравленную пилюлю» в дебатах Церковь/Государство: сатанисты отстаивают свои права и привилегии там, где религиозные повестки дня навязываются общественным делам, служа напоминанием о том, что такие привилегии предназначены для всех и могут обеспечить религиозную повестку дня за пределами текущего узкого понимания. Ни Гривз, ни члены Сатанинского храма не поклоняются Сатане; вместо этого их убеждения сосредоточены на личном суверенитете, независимости и свободе воли.
В 2022 году Гривз написал предисловие к «Маленькой книге сатанизма» Ла Кармины, а также создал иллюстрации для нескольких работ Шивы Хани.

## Фильмография
- Во славу тьмы?[англ.] (2019) — в роли самого себя[7].